# Kamenice (district de Prague-Est)
Pour les articles homonymes, voir Kamenice.
Kamenice (en allemand : Kamenitz) est une commune du district de Prague-Est, dans la région de Bohême-Centrale, en République tchèque. Sa population s'élevait à 5 142 habitants en 2024.

## Géographie
Kamenice se trouve à 9 km au sud-est de Jesenice et à 22 km au sud-est du centre de Prague.
La commune est limitée par Kostelec u Křížků, Sulice, Křížkový Újezdec et Petříkov au nord, par Velké Popovice à l'est, par Řehenice, Týnec nad Sázavou et Krhanice au sud, et par Pohoří à l'ouest.

## Histoire
La première mention écrite de la localité date de 1266.

## Administration
La commune se compose de dix sections :
- Kamenice
- Ládeves
- Ládví
- Nová Hospoda
- Olešovice
- Skuheř
- Štiřín
- Struhařov
- Těptín
- Všedobrovice